# Mimulus bolanderi
Espèce
Mimulus bolanderi est une espèce de Mimulus (parfois appelées « mimules ») connue en anglais sous le nom de Bolander's monkeyflower (littéralement, « fleur-singe » de Bolander ou plutôt monkeyflower de Bolander). Elle est endémique à la Californie où elle pousse dans le chaparral et d'autres habitats dans les montagnes et collines côtières et continentales à partir des chaînes côtières californiennes du Nord jusqu'à la Sierre Nevada et les Transverse Ranges. Il s'agit d'une plante annuelle poilue qui a une tige qui atteint une hauteur maximale située entre 2 et 90 centimètres. Les feuilles en forme de lance à ovale atteignent 6 centimètres de long et sont disposées en paire le long de la tige. La base de la fleur est encapsulée par un calice nervuré poilu de sépales avec des lobes pointus. La fleur a une gorge tubulaire et une grande bouche à cinq lobes. Elle a une longueur de 1 à 3 centimètres et est rose avec généralement des taches blanches dans la gorge.